# Casanna
Casanna är en bergstopp i Schweiz.   Den ligger i regionen Prättigau/Davos och kantonen Graubünden, i den östra delen av landet, 180 km öster om huvudstaden Bern. Toppen på Casanna är 2 557 meter över havet, eller 125 meter över den omgivande terrängen. Bredden vid basen är 1,2 km.
Terrängen runt Casanna är huvudsakligen bergig, men västerut är den kuperad. Närmaste större samhälle är Klosters Serneus, 3,4 km norr om Casanna. 
Trakten runt Casanna består i huvudsak av gräsmarker. Runt Casanna är det ganska glesbefolkat, med 30 invånare per kvadratkilometer.